# Лерган
Ле́рган (англ. Lurgan, ирл. An Lorgain) — большой город района Крейгавон, находящийся в графстве Арма Северной Ирландии. Входит в агломерацию города Крейгавон.
Местная железнодорожная станция была открыта 18 ноября 1841 года.

## Климат

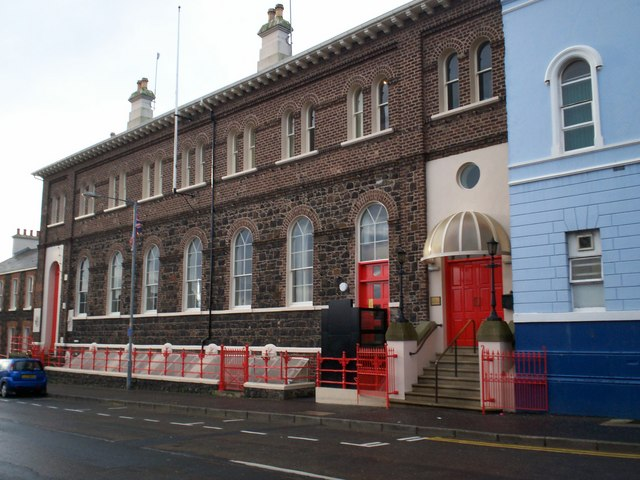
Бывшее здание городского центра

| Показатель                    | Янв. | Фев. | Март | Апр. | Май  | Июнь | Июль | Авг. | Сен. | Окт. | Нояб. | Дек. | Год  |
| ----------------------------- | ---- | ---- | ---- | ---- | ---- | ---- | ---- | ---- | ---- | ---- | ----- | ---- | ---- |
| Средний суточный максимум, °C | 7    | 8    | 10   | 12   | 15   | 17   | 19   | 19   | 16   | 13   | 10    | 7    | 12,8 |
| Средний суточный минимум, °C  | 2    | 2    | 3    | 4    | 6    | 9    | 11   | 11   | 9    | 7    | 4     | 3    | 5,9  |
| Норма осадков, мм             | 5,6  | 4,67 | 4,46 | 4,62 | 4,22 | 4,38 | 4,49 | 4,84 | 4,58 | 6,79 | 5,94  | 5,61 | 60,2 |
| Источник: MSN.com             |      |      |      |      |      |      |      |      |      |      |       |      |      |